# Limache
Limache ist eine Stadt in der Mitte des südamerikanischen Anden-Staates Chile. Sie liegt in der Región de Valparaíso in der Provinz Quillota etwa zehn Kilometer nordöstlich von Villa Alemana und 32 Kilometer von Valparaíso entfernt. Sie hat rund 39.000 Einwohner (2005).
Der Nordteil der Stadt heißt San Francisco de Limache und der Südteil Limache Viejo. Der Name der Stadt stammt von den Ureinwohnern und bildet sich aus den Worten Lli-Machi, von lli (Felsen) und machi (Zauberer).

## Geschichte

Wappen von Limache

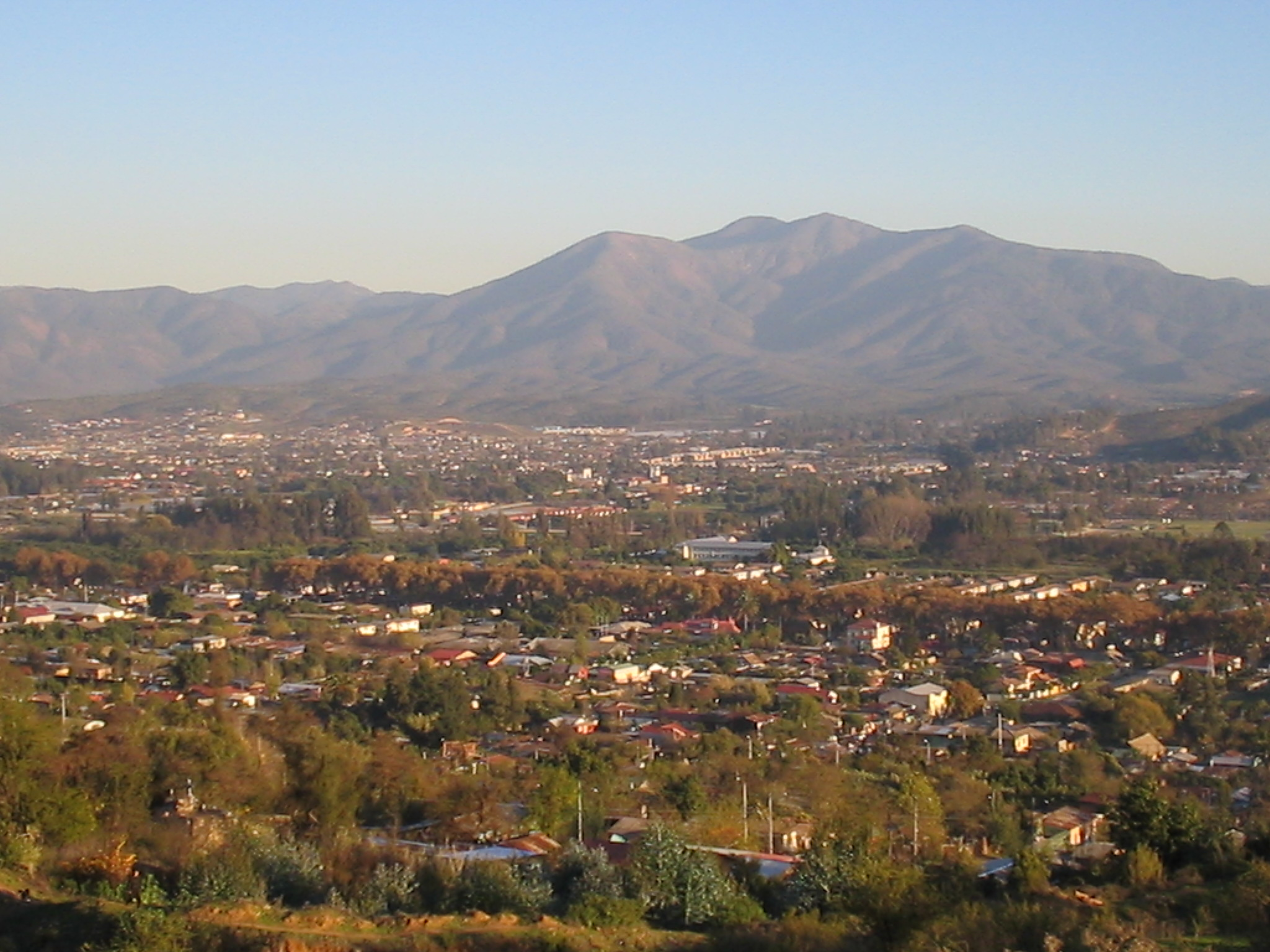
Valle de Limache

1634 wurde die Stadt als Santa Cruz de Limache (Limache Viejo) von Ramón de la Cerda gegründet. 1776 kaufte José Joaquín Sánchez Dueñas die Hazienda San Pedro y Limache. Nach seinem Tod wurde das Land unter seinen Söhnen aufgeteilt. Im Februar 1828 wurde im Süden von Limache der Ortsteil Villa Alegre de Limache gegründet. 1856 bekam sie einen Eisenbahnanschluss.
Am 27. Januar 1857 wurde San Francisco de Limache offiziell gegründet, erhielt aber erst am 10. November 1896 die Stadtrechte. 1966 wurde der Stadtteil Olmué eine eigenständige Stadt.

## Wirtschaft
Die Gegend um Limache gehört zu den größten Tomatenanbaugebieten in Chile. Limache ist der drittgrößte Erzeuger von Gemüse in Chile mit 1023 Hektar Anbaufläche.

## Sehenswürdigkeiten
Die Stadt beherbergt ein historisches Museum, dass Museo Histórico Palmira Romano Piraino in dem die Stadtgeschichte und Ausstellungen stattfinden.

## Infrastruktur
Die Stadt liegt am Camino Troncal, welcher Valparaíso und La Calera verbindet.
Vom Bahnhof der Stadt kann man mit dem Tren Limache–Puerto nach Villa Alemana, Quilpué, Viña del Mar und Valparaíso fahren.

## Persönlichkeiten
- Braulio Musso (1930–2025), Fußballspieler
- Enzo Escobar (* 1951), Fußballspieler
- Juan Luis González (* 1974), Fußballspieler
- Alfredo Calderón (* 1986), Fußballspieler